# Telipna atrinervis
Telipna atrinervis är en fjärilsart som beskrevs av Gustaaf Hulstaert 1924. Telipna atrinervis ingår i släktet Telipna och familjen juvelvingar. Inga underarter finns listade i Catalogue of Life.